# Tristan Thomas
Tristan Thomas (Brisbane, 1986. május 23. –) ausztrál atléta.
Hazája négyszer négyszázas váltójával bronzérmet szerzett a 2009-es berlini világbajnokságon. A döntőben John Steffensen, Sean Wroe és Ben Offereins társaként futott.

## Egyéni legjobbjai
- 200 méter síkfutás - 21,63
- 400 méter síkfutás - 45,86
- 400 méter gátfutás - 48,68